# Lethe gada
Lethe gada är en fjärilsart som beskrevs av Hans Fruhstorfer 1911. Lethe gada ingår i släktet Lethe och familjen praktfjärilar. Inga underarter finns listade i Catalogue of Life.